# Жуковский, Дмитрий Владимирович
Дмитрий Владимирович Жуковский (2 апреля 1973, Термез — 16 июля 2004, Владимир) — советский и российский футболист, защитник и полузащитник.

## Биография
Дмитрий Жуковский родился 2 апреля 1973 года в городе Термез Сурхандарьинской области Узбекской ССР (сейчас в Узбекистане).
Играл в футбол на позициях защитника и полузащитника. Входил в состав ферганского «Нефтчи». В 1991 году играл во второй низшей лиге чемпионата СССР за «Свердловец» из Ташкентской области, провёл 34 матча.
В 1993 году выступал в чемпионате Узбекистана за андижанский «Навруз», сыграл 26 матчей.
Впоследствии перебрался во владимирское «Торпедо». В 1994 году провёл 36 матчей в первой лиге, забил 1 гол. В 1995 году сыграл 32 матча во второй лиге, в 1996 году — 6 матчей в третьей. Часть сезона-96 провёл в чемпионате Владимирской области в составе ковровского «Ковровца».
В 1997 году вновь был игроком основы «Торпедо», провёл 35 матчей в третьей лиге. Следующие два сезона вместе с владимирцами провёл во второй лиге, сыграв соответственно 9 и 13 матчей.
Часть сезона-99 и 2000 год провёл во второй лиге в уреньском «Энергетике», сыграл соответственно 12 и 19 матчей.
По окончании игровой карьеры стал судьёй.
Умер 16 июля 2004 года во Владимире.